# アルセーヌ・ルパンの裁き
『アルセーヌ・ルパンの裁き』（アルセーヌ・ルパンのさばき、仏：La justice d'Arséne Lupin）は、ボワロー＝ナルスジャックによるフランスの推理・サスペンス小説。『アルセーヌ・ルパン』シリーズ原作者であるモーリス・ルブランの遺族公認で執筆された「新ルパン」シリーズの第4作に当たり、原書は1977年に刊行された。
日本語訳は前作『アルセーヌ･ルパンの第二の顔』まで3編を刊行した新潮文庫からではなく、サンリオから谷亀利一の訳で『ルパン、100億フランの炎』と題して1979年に刊行された。また、同年にはポプラ社から『ルパンと殺人魔』の表題で南洋一郎の翻案・脚色により怪盗ルパン全集第29巻として刊行されたが、他の「新ルパン」と同様に現行の新訂『シリーズ怪盗ルパン』からは除外されている。
本項では、ポプラ社版『ルパンと殺人魔』に収録された短編「女賊とルパン」（じょぞくとルパン）についても解説する。

## ストーリー
第一次世界大戦終結翌年の1919年3月。怪盗紳士アルセーヌ・ルパンは愛国的フランス人としての義憤から戦争中、ドイツと通じた売国行為で不正に蓄財したグザヴィエ・マンダイユを懲らしめる目的を兼ねてその資産を狙い部下のベルナルダンと共にマンダイユ邸へ侵入した。金庫の中には不審な50フラン紙幣が1枚あり、ルパンは大戦中にドイツがフランスにインフレを起こさせるため偽札作りを計画してマンダイユに試作させた内の1枚がこの紙幣ではないかと考え、マンダイユの売国行為を告発する証拠として手持ちの紙幣とすり替えることにする。ところが、侵入者に気付いたマンダイユに見つかって乱闘となり、ベルナルダンがマンダイユを狙撃してしまった。
マンダイユは病院で一命を取り留めるが、ルパンが盗み出した50フラン紙幣は鑑定により真札と判明する。アイロンでしわを伸ばした時に付いたであろう焦げ目から、いずれマンダイユが快復して金庫の紙幣を確認するとすり替えられていることに気付くのではないかと考えたルパンは紙幣をマンダイユ邸の金庫へ戻すことにした。ところが、そこに現れた正体不明の赤毛の男に紙幣を奪い取られてしまい、赤毛の男の正体を追う過程でマンダイユが何者かに殺害予告を送り付けられていたことが判明する。やがて事件は数か月前に死去した資産家モンコルネ老人の遺産相続権を持つマンダイユ夫人とその妹イサベルのモンコルネ姉妹、ドルシャン三兄弟らを巻き込んで急展開を見せ、ルパンは一等客車内での密室殺人の容疑により逮捕されてしまった。関係者に次々と送り付けられる「おまえたちはひとり残らず地獄行きだ」と書かれた脅迫状の送り主は果たして誰なのか？

## 女賊とルパン
『アルセーヌ・ルパンの裁き』を南洋一郎が児童向けに翻案・脚色したポプラ社版『怪盗ルパン全集』の第29巻『ルパンと殺人魔』には「女賊とルパン」と題する短編が収録されている。南は序文で本作について「モーリス・ルブラン原作」と明言し「これまでのルパンとちがう一面がよく出ている」ため全集に収録したと述べているが、ルブランの筆になるフランス語の原稿は確認されておらず、全集の第13巻に収録され現行の新訂『シリーズ怪盗ルパン』全20巻およびポプラ文庫クラシックの復刻版から除外された『ピラミッドの秘密』と同様に南の二次創作（パスティーシュ）である可能性が高いと見られている。
『ピラミッドの秘密』（当初は第1章とされ、1973年の改版以降は第10巻『七つの秘密』に編入された「地獄のわな」を含む）と比較した場合「孤児となった少女をルパンがブローニュの森で保護し、乳母のヴィクトワールに養育させる」と言うシチュエーションに共通点が見られる。また、ルブランの原典においても（当時のヨーロッパでは余り普及していなかった）ルパンの特技とされる柔術との出会いを意識した場面も盛り込まれているが、他のシリーズ作品でルパンが見せる柔術の描写とはやや整合性を欠いている。ルパンが最後に修道会へ大金を喜捨すると言う展開は、南の手になる他のシリーズ作品の翻案・脚色にも共通して見られるものである。

### あらすじ
ルパンが『813』や『金三角』の冒険で名を挙げる以前の駆け出しだった頃、ブローニュの森で母親とはぐれて孤児となった6歳の少女・アントワーヌと出会う。ルパンに保護されたアントワーヌは乳母のヴィクトワールに預けられて養育されるが、アントワーヌには自分と違ってまっとうな人生を送ってほしいと願うルパンは泥棒稼業から一切手を退き、5年が経過した。その間、かつてルパンは以前に起こした事件で腐れ縁だったガニマール警部にアントワーヌの母親探しへの協力を求めていたが、ガニマールからアントワーヌの母は女盗賊のクロチルドで別の事件により逮捕され近日中に公判が開かれることを知らされる。クロチルドは懲役15年の判決に対して控訴せず、ただ「ブローニュの森ではぐれた娘に会いたい」と言い残して収監された。
一度はアントワーヌのためまっとうに生きようと誓ったルパンであったが、困窮のため遂に「一度だけ」と決めて盗みを決意し、たまたま目に付いた日本人から財布をすり取ろうとした。その相手は日本大使館の武官で、ルパンはすりに失敗して腕を締め上げられたが武官は何も言わず端に鉛筆で「施し物」と書かれた20フラン分の紙幣を手渡し、その場を立ち去る。ルパンは噂に聞いていた「武士の情け」に感謝し、この出来事は同時に後年のルパンが特技とした日本の柔術に興味を抱く契機ともなった。
月日は流れ、修道会が運営する女学校に入学したアントワーヌは刑期を終えて釈放され修道女となっていたクロチルドと再会を果たす。雪が降りしきる冬の夜、母娘はルパンの元を訪ねルパンはアントワーヌと涙ながらに別れを告げた。数日後、ルパンはアントワーヌと過ごしたモンパルナスの別邸を引き払う。それに前後して悪徳商売で稼いでいた質屋の金庫から300万フランの大金が盗まれ、その直後に修道会へ同じ額が匿名の喜捨で届けられると言う事件が発生した。

## 書誌情報
- ボワロ＝ナルスジャック、谷亀利一（訳）『ルパン、100億フランの炎』（サンリオ）

1979年4月初版 全国書誌番号:79017602
怪盗ルパン全集
- ボアロ＝ナルスジャック、南洋一郎（翻案・脚色） 怪盗ルパン全集〈29〉『ルパンと殺人魔』（ポプラ社）

1979年7月初版 ISBN 4-591-00184-9
表題作の他に短編「女賊とルパン」収録。